# Xanthoceroideae

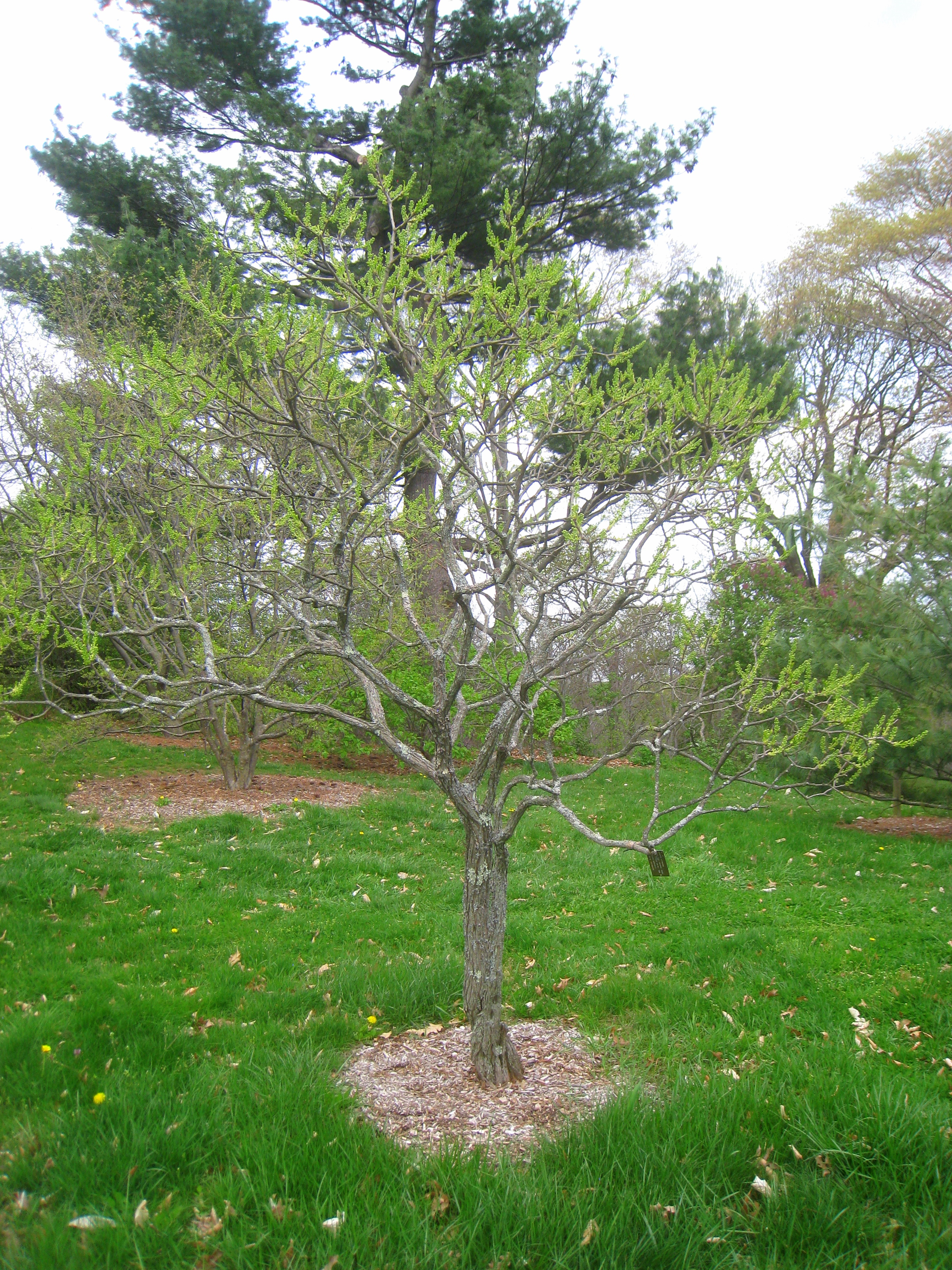
Xanthoceras sorbifolium, especie aceptada del género Xanthoceras.

Xanthoceroideae (Thorne & Reveal) es una subfamilia de plantas, antes reconocida como familia (Xanthoceraceae Buerki, Callm. & Lowry.), perteneciente a la familia de las sapindáceas, junto con otras tres subfamilias más:
- Hippocastanoideae Dumortier.
- Dodonaeoideae Burnett.
- Sapindoideae Burnett.

## Géneros
En la subfamilia Xanthoceroideae hay únicamente un género:
- Xanthoceras Bunge, 1833